# Essênios

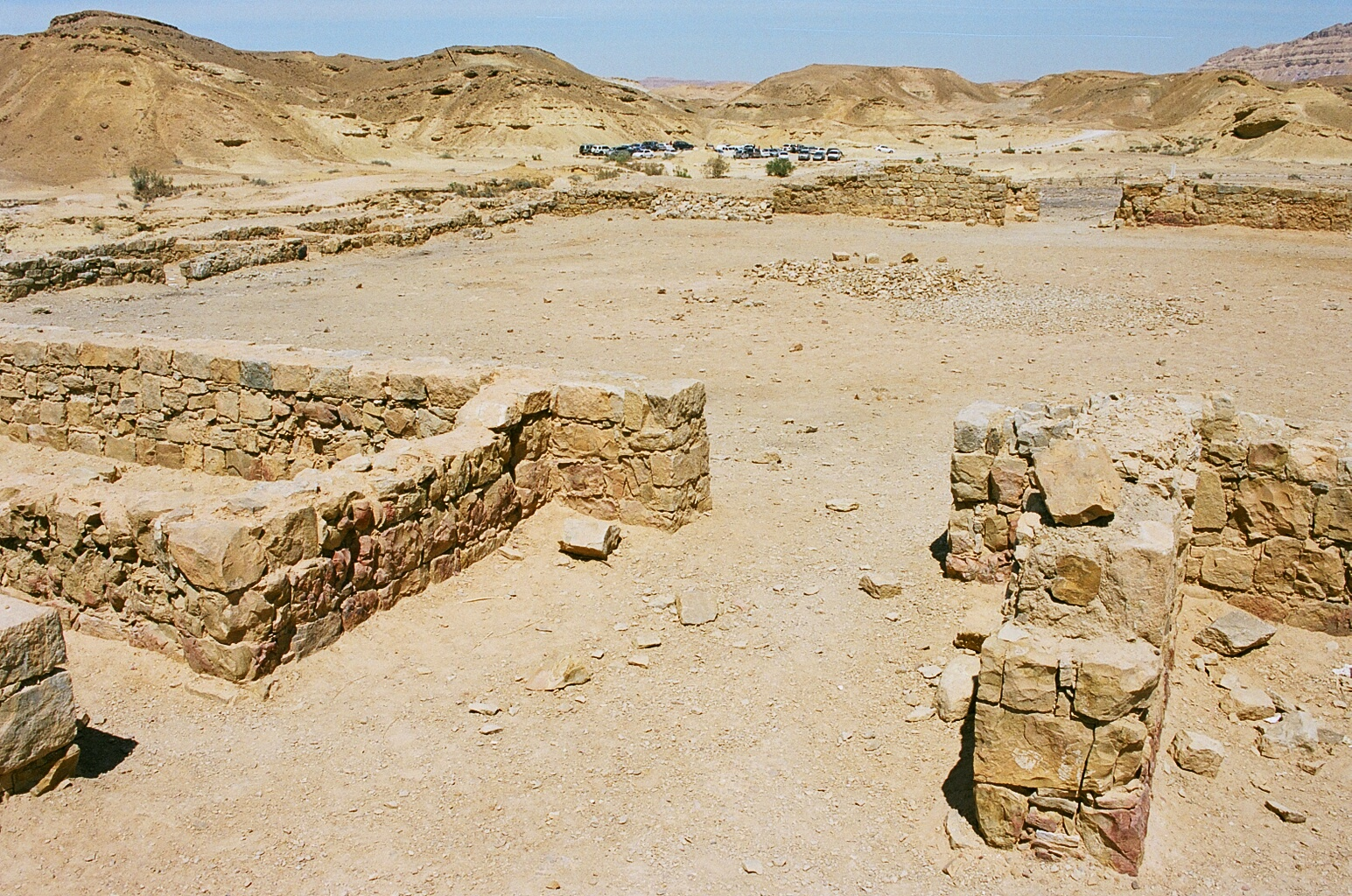
Qumran ruínas da cidade Esseniana

Os Essênios (português brasileiro) ou Essénios (português europeu) (Issi'im) constituíam um grupo asceta, apocalíptico messiânico do movimento judaico antigo que foi fundado em meados do 2.º século a.C. e foram dizimados no ano 68, com a destruição de seus assentamentos em Qumran. O movimento já foi mencionado por autores antigos. Atualmente, tem-se redespertado o interesse pelo grupo após a descoberta dos Manuscritos do Mar Morto e do levantamento arqueológico de Qumran.

## Etimologia
O nome "essênio" (grego - essaioi) parece se originar a partir da denominação Issi'im expressa por outros, não pelo próprio grupo. O termo é derivado aparentemente a partir da Síria (essaya ou essenoí) e este do aramaico (chasajja = "piedoso"). Os essênios, ainda, irão descrever como Jachad, o que significa "união", "união", "comunidade"  e, finalmente, por esseni no latim. Também se aceita a forma esseniano para denominá-los.

## Descobertas
Dentre as comunidades, tornou-se conhecida a de Qumran em 1955, nas regiões do Qumran, zona árida e quente próximo ao Mar Morto, onde foram encontrados jarros com manuscritos que continham documentos, revelações, leis, usos e costumes de uma comunidade de essênios.
O Essenismo é transcrito pela primeira vez por Filon e Flávio Josefo, onde citavam uma ordem que havia se afastado do judaísmo tradicional por motivos desconhecidos, pois seus costumes se diferenciam em determinados pontos. Iniciaram seus estudos nos séculos que vão desde o ano 150 a.C a 70 d.C.
O Essenismo foi melhor revelado na história oficial, pela descoberta dos famosos "Manuscritos do Mar Morto", que são uma coleção de centenas de textos e fragmentos de texto encontrados em cavernas de Qumran. Após décadas de trabalho e controvérsias, a tradução integral dos manuscritos do mar Morto foi completada em 2002.
Dos hábitos comuns do grupo, pode-se dizer que alimentavam-se basicamente de frutas e legumes e que banhavam-se em águas como forma de ritual para a purificação espiritual.

## Relatórios históricos
Durante o domínio da Dinastia Hasmonéa, os essênios foram perseguidos. Retiraram-se por isso para o deserto, vivendo em comunidade e em estrito cumprimento da lei mosaica, bem como da dos Profetas.
Um dos autores antigos que referenciaram os essênios foi Plínio, o Velho, que fala sobre um grupo de "mulheres sem qualquer amor sexual, sem dinheiro, apenas com trabalhos manuais".
Fílon de Alexandria, filósofo judeu, um judeu grego, viu a comunidade dos essênios em um contexto mais amplo e portanto menciona os essênios com número acima de 4.000 homens que 
| “ | vivem em um grande número de cidades de Judá e em aldeias como assentamentos. | ” |

O mesmo número é também mencionado no Flavius Josephus, historiador oficial judeu, que além disso, havia passado algum tempo com os essênios (como também entre os Saduceus e Fariseus). O trabalho de Josephus parafraseou um pouco mais tarde Hipólito (cerca de 170-236), mas aparentemente se baseou em outras fontes, porque descreve o exemplo dos essênios ao jantar, como também relata a divisão dos judeus do Segundo Templo em três grupos principais: Saduceus, Fariseus e Essênios.

## Desenvolvimento histórico
As histórias sobre o movimento esseniano são bastante vagas por falta de sua proximidade e por não haver muitas mensagens intactas.
Logo após a descoberta de Manuscritos do Mar Morto, a comunidade em Qumran foi identificada como sendo dos essênios. Ao longo dos anos, alguns cientistas se opunham em identificar Qumran como um sítio essênio, no entanto, não conseguiram refutar as provas apresentadas, e muito menos fazer sua própria evidência convincente. Hoje, portanto, é totalmente aceita a origem da Biblioteca de Nag Hammadi sem a ela reputar qualquer outra seita ligadas as cavernas Qumranianas e ainda é aceita que uma grande parte, se não a maioria, foi por eles escrita.

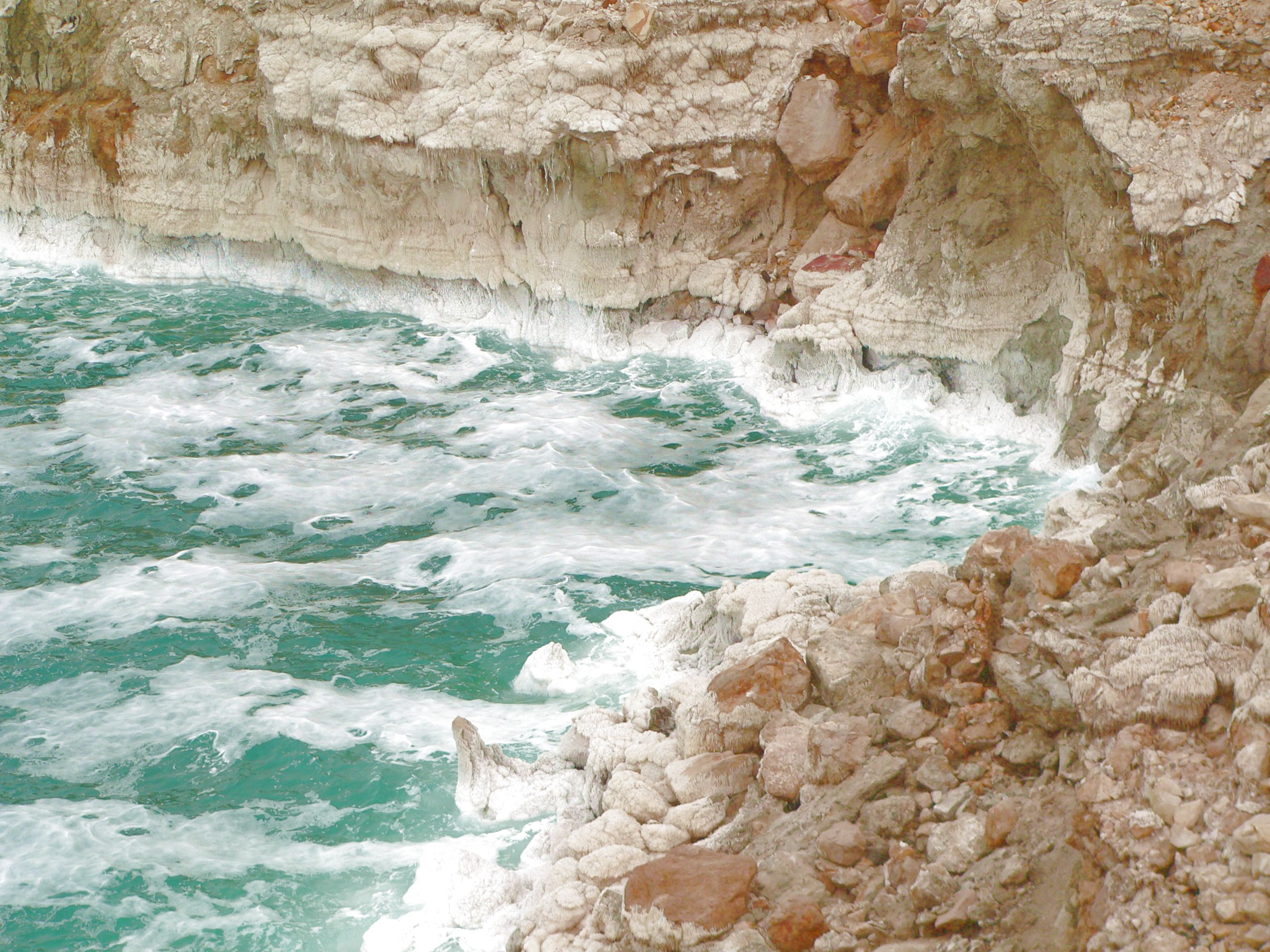
Mar Morto perto de Qumran

Na literatura encontrada (ou seja, os Manuscritos do Mar Morto) não encontramos nada nomeadamente à sua própria literatura, na qual geralmente em vez de nomes próprios foram usados apelidos ("mestre de justiça", "padre Criminal" "O homem das mentiras"). Por isso é muito difícil de classificar eventos específicos no quadro histórico. Apesar disso alguns estão usando os resultados arqueológicos e pesquisa no assentamento esseniano de Qumran, especialmente moedas e Paleografia datando pergaminhos, para a criação destes quadros, mas esses recursos ainda são extremamente limitados.
Os mesmos são descritos no documento de Damasceno, que suas origens se dão 390 anos depois dos babilônios conquistarem Jerusalém, no ano 196 a.C. Ocorreu que as pessoas queriam seguir a lei de Deus da forma mais pura. Depois de vinte anos um "professor de justiça" organizou o sentido do movimento da instituição. Este movimento provavelmente pode identificar-se com o movimento chamado Hasidim (literalmente, "piedoso"), que se envolveu depois da rebelião de Macabeus (167-161 a.C.) contra os Seleukovcům. Os quais corresponderiam ao mesmo nome dos essênios, ou Hasidim.
O movimento foi adotado e subiu contra o grupo de resistência, portanto, recorreu para a "terra de Damasco" e juntou-se a "Nova Aliança". Depois de quarenta anos (ou seja, desde 136 a.C.), parte dos homens, liderados pelo "Homem das mentiras", romperam com o grupo, talvez um fariseu, alegando que ideias apocalípticas não cumpridas exigiriam alguma sobriedade.
Os essênios, em seguida, também criticaram os fariseus como "buscadores da suavidade" (adaptado desde os comandos da Torá).
O maior desenvolvimento dos resultados é evidente a partir das moedas em Qumran, onde a primeira é do período do reinado de Jan Hyrkána, mas uma menor liquidação em Qumran pode ter ocorrido antes de 134 a 103 a.C. Um outro ataque ocorreu em algum momento entre 39-31 a.C., ao povo de Qumran. A razão não é totalmente clara, mas, poderia ser devido a um ataque partano ou terremoto que destruiu a cidade. Naquela época, aparentemente, eles desfrutaram o favor de Herodes, o Grande e viviam perto das muralhas de Jerusalém, onde foram preservados em cima do tanque, semelhantes aos kumránským. Onde os essenianos são obrigados a retornar a Qumran após a morte de Herodes e de com sua estrutura restaurada. Durante o Primeira Guerra Judaica, ano 68, a exterminação de Qumran é definitiva, a qual acabou por ser destruída pelo exército romano Algumas teorias sugerem que os Mandeans são hoje descendentes dos fugitivos essênios.

## Aprendizagem
Nenhum arquivo encontrado na doutrina em Qumran tem forma consistente e abrangente. Muitas passagens nos pergaminhos vão uns contra os outros, o que é devido a dualidade de desenvolvimento cético.

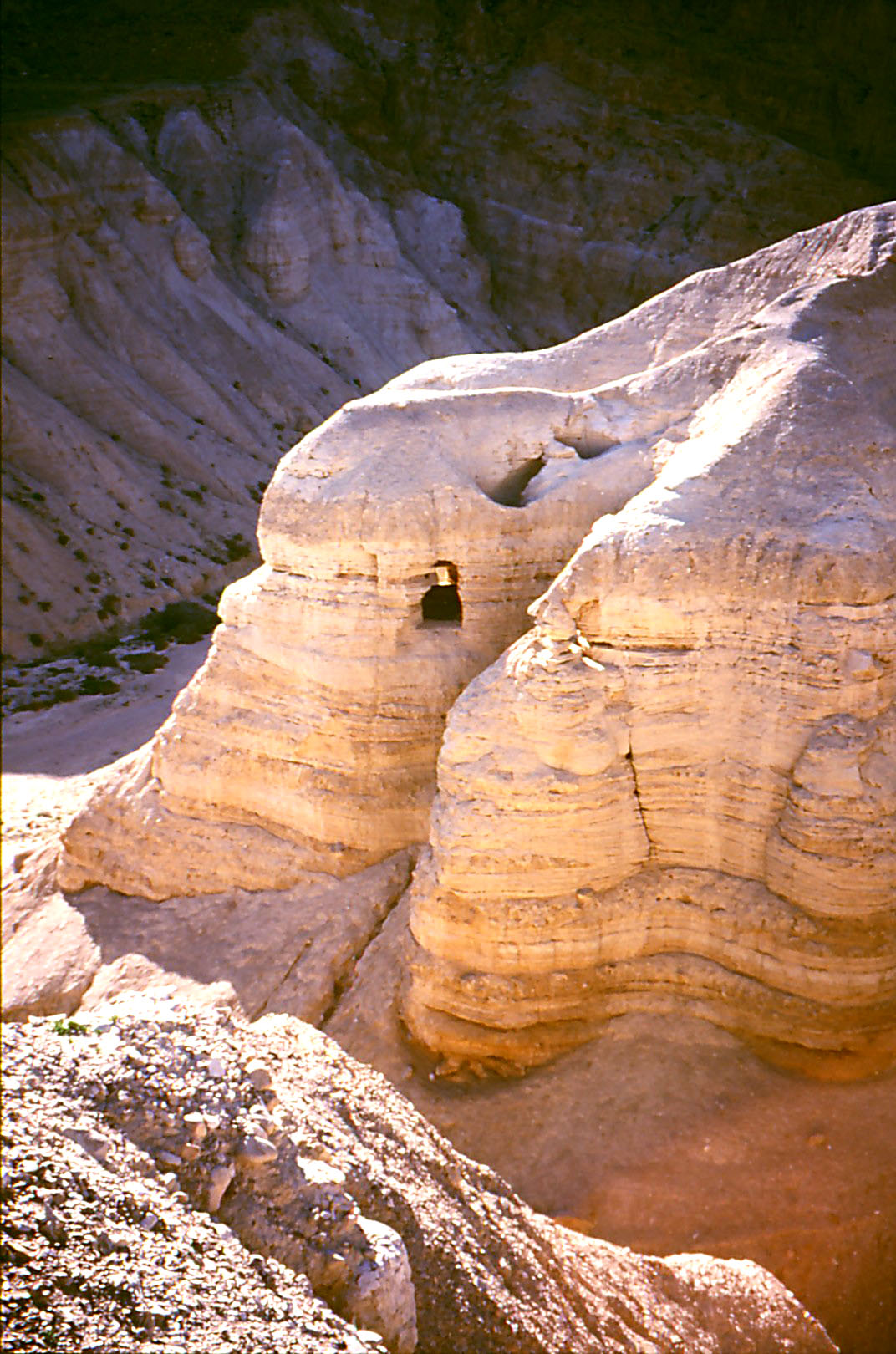
As encostas íngremes de Qumran

O movimento essênio era principalmente apocalíptico e profético, que anunciava a chegada de um Messias descendente davídico e Aronian (sacerdotal). Não é um dualismo ontológico, as forças do bem e do mal não são iguais no conceito essênio, ambos criados por Deus que soberanamente rege tudo. Deus também declarou de antemão que as forças do bem triunfarão. A contradição entre os essênios e "os outros" foram expressas, mesmo no Ordem Unity onde os membros têm que "seguir as ordens dadas por Deus através de Moisés e dos profetas, todos os filhos de amor e luz, e odeiam todos os filhos das trevas."

### Doutrina
- Acreditavam em curas pela mão, milagres físicos e bênção com as mãos.
- Realizavam curas com ervas medicinais e aplicação de argila;
- Aboliam a propriedade privada;
- Eram todos vegetarianos;
- Alguns mestres não se casavam, todavia o celibato não era obrigatório;
- Tomavam banho antes das refeições;
- A comida era sujeita a rígidas regras de purificação;
- Eram chamados de nazireus por causa do voto nazarita;
- Realizavam o ritual do Batismo nas águas aos iniciados;
- Acreditavam que a Natureza, os seres humanos e todas as coisas vivas eram o verdadeiro Templo de Deus, pois Ele não habitava em lugares feitos pelas mãos dos homens, mas sim as coisas vivas e que as ofertas a Deus eram o partilhar da comida para com os famintos, sejam homens ou animais.[3]

### Cristãos e essênios
O debate entre os primeiros cristãos e judeus nem sequer existia, tanto sobre os milagres de Jesus e do túmulo vazio após sua crucificação, mas sim sobre seus atos e se tais eventos estavam em conformidade com o que a Escritura diz . A compreensão judaica do Messias em relação a morte de Jesus não concorda com as profecias, e os cristãos, porém, em vez de compreender como define o profeta Isaías, Jesus como o servo sofredor de Deus  foi colocado sobre Jesus a interpretação messiânica.
A proclamação cristã sobre a vinda do Messias, teve relativa promoção, especialmente entre os essênios, que estavam aguardando ansiosamente o Messias. Alguns essênios se converteram ao cristianismo, acrescentando-se à comunidade cristã de Jerusalém, os quais em muitos aspectos imitaram a organização da comunidade dos essênios.
Mas havia uma rivalidade, com esforços para mostrar que o direito comunitário (jachad) é cristão e não essênio.